# Förortsungar
Förortsungar è un film musicale commedia drammatica del 2006 diretto da Catti Edfeldt e Ylva Gustavsson.

## Trama
Amina è in Svezia da tre anni in compagnia del nonno. Non ha ancora ottenuto il permesso di soggiorno e quando l'unico parente che vive con lei muore si sente completamente abbandonata. Con il timore di essere espatriata si rifugia dall'amico Johan, membro di una rock band. A loro si aggiunge Mirre, vicina di casa di Amina, che insieme agli amici lotta per ottenere il diritto di cittadinanza per l'amica.

## Riconoscimenti
Guldbagge - 2007
Miglior film
Miglior regista a Catti Edfeldt e Ylva Gustavsson
Migliore sceneggiatura a Ylva Gustavsson e Hans Renhäll
Miglior attore a Gustaf Skarsgård